# 中川真由美
中川 真由美（なかがわ まゆみ、1981年10月5日 - ）は、日本のローカルラジオ放送局広島エフエム放送のアナウンサー。広島県広島市出身 。学習院大学文学部哲学科卒。

## 来歴・人物
- 身長165cm。血液型はB型[1]。
- 2004年広島エフエム放送（広島エフエム放送株式会社）入社[1][3]。
- 10ヶ国以上の海外旅行経験を持つ[4] 行動派。
- 趣味はスポーツ観戦、ヴァイオリン、ラーメン屋の発掘。
- 大の広島東洋カープファン。関連番組のパーソナリティを務める傍ら、球場に赴き応援もしている。
- 2014年6月、母になった。
- 2020年第二子を出産。

## 現在の出演番組
- 定時ニュース（主に火曜、木曜11:55-12:00、広島FM）
- ナレーション

## 過去の出演番組
- 広島国際大学 presents I LOVE MY SCHOOL（土曜17:55 - 18:00）
- Bukey`s Carp Cafe
- DO THE CARP（2013年3月卒業、広島FM）
- Over The Rainbow（2007年4月 - 2014年3月、広島FM）
- 柏村武昭のだんRUNラジオ（金曜 11:30 - 12:55、2016年10月-2019年12月、広島FM）
- HFM 40th Anniversary｢MEET the RADIO リクエスト スペシャル電リク！｣（2022年11月29日、広島FM）MC
- 広島FM開局40周年 ｢カープ年末スペシャル 新井さんとHFM｣（2022年12月30日、広島FM）MC　※カープ新井貴浩新監督にインタビュー
- サンフレッチェ広島・エディオン presents 「HFMオンラインマラソン」（2023年3月21日予定、広島FM）

## 司会
- JFN「MIYA THE WORLD」宮沢和史ライブ＆トーク公開録音（2012年、西条酒まつり）
- 2019広島交響楽団広島市巡回コンサート マイタウンオーケストラ広饗 モフモフ、パタパタ、いきもの音楽 大集合！（2019年）